# Вишневе (Кропивницький район)
Вишне́ве — село в Україні, у Долинській міській громаді Кропивницького району Кіровоградської області. Населення становить 114 осіб.

## Населення
Згідно з переписом УРСР 1989 року чисельність наявного населення села становила 125 осіб, з яких 58 чоловіків та 67 жінок.
За переписом населення України 2001 року в селі мешкало 108 осіб.

### Мова
Розподіл населення за рідною мовою за даними перепису 2001 року:
| Мова       | Відсоток |
| ---------- | -------- |
| українська | 96,49 %  |
| білоруська | 3,51 %   |